# Trần Thị Nga
Trần Thị Nga (sinh ngày 28 tháng 4 năm 1977) là một nhà hoạt động nhân quyền người Việt Nam. Bà là thành viên của tổ chức Phụ nữ Nhân quyền Việt Nam. Ngoài ra, bà cũng tham gia viết blog dưới bút danh Thúy Nga đồng thời chụp và lưu trữ các video về sự tàn bạo của cảnh sát.
Sau khi chịu án tù trong 3 năm, đến năm 2020 Trần Thị Nga được thả trước thời hạn và bị trục xuất sang Mỹ.

## Đời tư
Trần Thị Nga sinh ra và lớn lên ở Hà Nam. Bà kết hôn với Phan Văn Phong và có hai con trai.

## Hoạt động
Sau khi bị lạm dụng và bóc lột sức lao động ở Đài Loan, Nga đã dành 3 năm để điều trị trong bệnh viện. Trong thời gian này, bà đã học về quyền của người lao động. Trước đó, Nga không hề ý thức được mình nên được đối xử như thế nào. Bên cạnh vận động cho quyền của người lao động và quyền đất đai, Nga còn tham gia các cuộc biểu tình chống Trung Quốc và ủng hộ môi trường, tham dự các phiên tòa xét xử các blogger và các nhà hoạt động nhân quyền, đồng thời đến thăm nhà của các tù nhân chính trị để thể hiện tình đoàn kết. Nga đã chịu nhiều ảnh hưởng vì hoạt động của mình:
Vào tháng 5 năm 2013, Nga và các con trai nhỏ của bà đã bị đuổi ra khỏi nhà nghỉ lúc nửa đêm, họ ngủ trên vỉa hè dưới mưa, theo chỉ dẫn của cảnh sát.
Vào tháng 5 năm 2014, Nga bị gãy tay và chân vì một nhóm năm người đàn ông đã hành hung bà bằng gậy sắt.
Vào tháng 2 năm 2016, Nga và các con trai của bà đã bị những người đàn ông mặc quần áo dân sự ném mắm tôm vào họ. Cô bị thương ở mắt và con trai lớn bị dị ứng.

## Bắt giữ và tuyên án năm 2017
Vào ngày 21 tháng 1 năm 2017, Trần Thị Nga và chồng bị bắt khi đang ở nhà của họ ở Phủ Lý ở tỉnh Hà Nam. Trước khi bị bắt, bà đã bị cảnh sát an ninh Việt Nam theo dõi và đánh đập. Họ cũng đưa ra lời bào chữa cho bà về lý do tại sao họ quấy rối bà. Sau đó, bà bị buộc tội theo Điều 88 của bộ luật hình sự vì sử dụng internet để truyền bá một số video tuyên truyền và bài viết chống lại chính phủ nước Cộng hòa xã hội chủ nghĩa Việt Nam.
Trong phiên tòa kéo dài một ngày vào ngày 25 tháng 7 năm 2017, Tòa án Nhân dân tại tỉnh Hà Nam đã kết án Nga 9 năm tù giam và năm năm quản thúc tại gia vì "tiến hành tuyên truyền chống Nhà nước" theo Điều 88 của bộ luật hình sự Việt Nam. Luật sư của bà, Hà Huy Sơn, nói rằng "tòa án đã kết án thân chủ của chúng tôi với bản án đã được chuẩn bị sẵn" và bác bỏ các cáo buộc là "không có căn cứ".
Những người ủng hộ Nga đã bị ngăn không cho vào tòa án bao gồm chồng và hai con trai của bà. Hàng chục nhà hoạt động ngồi bên trong tòa án để phản đối các quy trình không công bằng và kêu gọi thả bà. Video cho thấy những người biểu tình phải đối mặt với cảnh sát mặc thường phục kéo và xé các biểu ngữ từ họ.
Ngày 10 tháng 1 năm 2020, Trần Thị Nga được phóng thích trước thời hạn và trục xuất sang Mỹ.

## Phản ứng quốc tế
Vào ngày 26 tháng 7 năm 2017, Ted Osius, Đại sứ Hoa Kỳ tại Việt Nam, đã đưa ra một tuyên bố và kêu gọi "Việt Nam thả Trần Thị Nga và tất cả các tù nhân lương tâm khác, và cho phép tất cả các cá nhân bày tỏ quan điểm của họ một cách tự do và tập hợp một cách hòa bình mà không cần sợ bị trả thù". Trong bản tuyên bố, Osius bày tỏ rằng ông "quan ngại sâu sắc rằng một tòa án Việt Nam đã kết án nhà hoạt động ôn hòa Trần Thị Nga đến chín năm tù và năm năm quản chế với cáo buộc mơ hồ là 'tuyên truyền chống lại Nhà nước'".
Vào ngày 27 tháng 7 năm 2017, Shayna Bauchner, điều phối viên châu Á của Tổ chức Theo dõi Nhân quyền, đã tuyên bố câu nói của Nga và Ngọc Như Quỳnh (Mẹ Nấm) phục vụ cho sự độc lập, lãnh đạo và đoàn kết của họ", nó không có tác dụng im lặng như dự định cho các nhà bảo vệ quyền khác. Một bản kiến nghị được đưa ra vào tháng 2 đã nhận được 900 chữ ký từ các nhà hoạt động. Họ tuyên bố rằng: "Việc bắt giữ Nga sẽ không đe dọa được người dân có lương tâm và lòng dũng cảm. Hơn nữa, điều này sẽ làm cho phong trào dân chủ và nhân quyền mạnh mẽ hơn".
Sau khi Nga bị bắt, tổ chức ARTICLE 19 đã công khai tuyên bố vào ngày 1 tháng 8 năm 2017, yêu cầu trả tự do ngay lập tức cho Nga và kêu gọi chính phủ Việt Nam "dẹp bỏ sự kết án của Trần Thị Nga và trả tự do cho bà ấy vô điều kiện. Hơn nữa, chính phủ nên thực hiện các bước ngay lập tức để bãi bỏ tất cả các luật hình sự hóa tiếng nói của phe đối lập, và chấm dứt sự đàn áp đang diễn ra đối với các nhà bất đồng kiến dưới mọi hình thức".